# Balanophora polyandra
Balanophora polyandra là một loài thực vật có hoa trong họ Balanophoraceae. Loài này được Griff. mô tả khoa học đầu tiên năm 1851.